# Chaerophyllum capnoides
Chaerophyllum capnoides là một loài thực vật có hoa trong họ Hoa tán. Loài này được (Decne.) Benth. ex C.B.Clarke mô tả khoa học đầu tiên năm 1879.